# Aristolochia singalangensis
Aristolochia singalangensis là một loài thực vật có hoa trong họ Aristolochiaceae. Loài này được Korth. ex Ding Hou mô tả khoa học đầu tiên năm 1983.